# Bataille de Tassafaronga
Seconde Guerre mondiale - Pacifique
Batailles
Campagne de Guadalcanal

Terrestres : 
- Tulagi et Gavutu–Tanambog
- Tenaru
- Edson's Ridge
- Rivière Matanikau
- Henderson Field
- Offensive de la Matanikau
- Koli Point
- Carlson's patrol
- Monts Austen

Navales :
- Île de Savo
- Salomon orientales
- Cap Espérance
- Îles Santa Cruz
- Bataille navale de Guadalcanal
- Tassafaronga
- Ke
- Îles de Renell

La bataille de Tassafaronga est une bataille navale de la guerre dans le Pacifique pendant la Seconde Guerre mondiale, qui a eu lieu la nuit du 30 novembre 1942 près de Guadalcanal, au large de la base japonaise de Tassafaronga, un point de la côte de Guadalcanal à l'ouest des positions américaines sur l'île, en face de l'île de Savo.
Cette bataille, qui a opposé la marine impériale japonaise et la marine américaine, s'inscrit dans la suite d'affrontements de la campagne des îles Salomon qui opposèrent les forces japonaises et alliées dans les eaux de Guadalcanal pendant que se déroulait la bataille terrestre de Guadalcanal.
Cette bataille fut une lourde défaite pour la marine américaine, qui dut une nouvelle fois constater que ses capacités dans les batailles de nuit étaient inférieures aux capacités japonaises.

## Contexte
À la suite de la bataille navale de Guadalcanal, les Japonais doutèrent sérieusement d'avoir la possibilité de jamais reconquérir Guadalcanal. Ils commencèrent à envisager d'utiliser la Nouvelle-Géorgie, une île au nord de Guadalcanal, comme base pour retarder l'avancée des Américains dans les Salomon.
Les bombardements sur Guadalcanal s'arrêtèrent, mais le Tokyo Express continuait à circuler dans la rainure afin de ravitailler les troupes de Guadalcanal. Plus tard, le Tokyo Express commencerait à fonctionner dans le sens inverse et  tentera d'évacuer les soldats japonais, mais pour l'instant, les Japonais envisageaient encore une nouvelle offensive sur Guadalcanal, avec les troupes sur place à ce moment-là.
Mais ces troupes manquaient cruellement de tout. Elles disposaient en tout et pour tout de 5 pièces d'artillerie, et les munitions venaient à manquer. Afin de ravitailler leurs troupes, les Japonais utilisaient des destroyers rapides qui se cachaient près de Bougainville pendant la journée, s'approchaient de Guadalcanal pendant la nuit, et quittaient les eaux dangereuses avant le matin.
La technique utilisée consistait à mettre le ravitaillement dans des fûts scellés liées entre eux qui étaient jetés par-dessus bord et étaient récupérés par les Japonais à terre avant le jour et la menace des attaques par les avions de l'aérodrome de Henderson sur Guadalcanal.
La marine américaine, qui disposait de renseignements à la fois grâce au décryptage des codes japonais et grâce à des guetteurs, généralement australiens, basés sur Bougainville ou les autres îles de l'ouest de l'archipel, devait développer des moyens pour arrêter ces Tokyo Express.
L'amiral Halsey avait toujours autant de mal à rassembler des navires. Le coup qu'il avait réussi à la bataille navale de Guadalcanal quelques jours plus tôt, où il avait réussi à prendre l'avantage en dépêchant, contre toute logique militaire, les cuirassés du groupe aéroporté de l'Enterprise, ne pouvait être répété indéfiniment.
Il réussit pourtant à rassembler une nouvelle Task Force, la TF Force 67, formée des croiseurs lourds Minneapolis, New Orleans, Pensacola et Northampton, du croiseur léger Honolulu et de quatre destroyers (Fletcher, Drayton, Maury et Perkins).
Cette Task Force fut confiée au contre amiral Thomas Kinkaid, qui avait commandé la Task Force centrée autour de l'Enterprise, et se trouvait sans commandement du fait des réparations que le porte-avions subissait à Nouméa.
Kinkaid développa pour la TF 67 un plan de bataille relativement simple de nature à éviter de répéter les erreurs commises au cours des engagements précédents.
La Task Force devait être menée par les destroyers, équipés des meilleurs radars et capables d'attaquer en silence grâce à leurs torpilles. Les croiseurs devaient rester en arrière, à 11 kilomètres des destroyers et à l'abri des torpilles, à bonne distance pour détruire les destroyers ennemis au canon.
Kinkaid n'eut cependant pas l'occasion d'essayer sa nouvelle tactique : il fut rappelé par l'amiral Nimitz dans le Pacifique nord pour participer à la prise de Attu et Kiska.
Son remplaçant fut le contre amiral Carleton H. Wright qui avait été un de ses adjoints dans la TF 67.

Indication des batailles navales qui se sont déroulées à proximité directe de Guadalcanal.

## La bataille

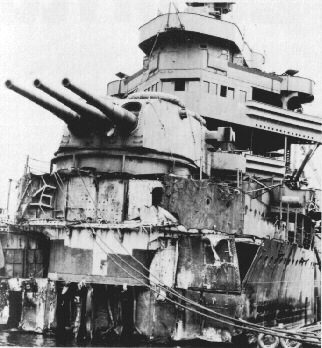
Les dégâts du New Orleans, touché par une torpille pendant la bataille.

Le 30 novembre, le contre-amiral Raizo Tanaka se dirigeait, avec une force de 8 destroyers, vers Guadalcanal. 6 de ces destroyers jouaient le rôle de transports, seul le navire amiral de Tanaka, le Naganami et le Takanami formaient l'escorte de ce transport.
Averti de l'arrivée de cette escadre, la TF 67 quitta Espiritu Santo, rejointe par les destroyers Lamson et Lardner qui furent, eux, mis en position derrière les croiseurs.
Alors que l'escadre de Wright entrait dans le détroit de Nouvelle-Géorgie par le sud et longeait Guadalcanal, Tanaka approchait de Tassafaronga et ordonnait aux destroyers de transport de débarquer le ravitaillement tandis que le Naganami et le Takanami les couvraient.
Peut-être perturbée par la présence de deux destroyers à l'arrière, la ligne de bataille américaine ne suivait pas totalement l'ordre de bataille mis au point par Kincaid, puisque les croiseurs ne se trouvaient qu'à un peu plus de trois kilomètres des destroyers de tête.
Le Minneapolis eut un contact radar avec les navires japonais à 23h00, et trois destroyers américains lancèrent 20 torpilles. Wright commit alors une seconde erreur, puisque sans attendre le résultat, négatif, du tir de leurs torpilles, il ouvrit le feu avec ses croiseurs. 

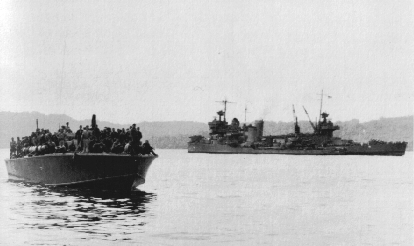
Le New Orleans après la bataille de Tassafaronga, dans le port de Tulagi. Le patrouilleur lance-torpille au premier plan transporte des survivants du Northampton.

Le Takanami fut touché par des obus et coula rapidement, mais les éclairs des tirs des canons des croiseurs les éclairaient parfaitement et les destroyers japonais tirèrent alors à leur tour 20 torpilles et manœuvrèrent pour s'échapper. Les croiseurs américains ne manœuvrèrent pas.
Le Minneapolis fut touché par deux torpilles, le New Orleans par une torpille qui arracha son étrave, le Pensacola reçut également une torpille et fut endommagé, tandis que le Northampton reçut deux torpilles et coula un peu plus tard.
Entre-temps, les destroyers de Tanaka avaient déjà pris la fuite avant même que les torpilles japonaises aient touché quoi que ce soit.
Les croiseurs américains endommagés rejoignirent le port de Tulagi, mais ils étaient hors de combat pour plusieurs mois.

## Suites de la bataille
La bataille de Tassafaronga était une défaite humiliante pour la marine américaine, qui n'avait même pas réussi à empêcher le débarquement du ravitaillement pour Guadalcanal.
L'engagement démontrait la supériorité des Japonais en combat de nuit, malgré l'avantage tactique du radar dont seuls les Américains disposaient, ainsi que la supériorité des torpilles japonaises.
Les stratèges de la Flotte de Pacifique allaient devoir travailler sur des tactiques alternatives.

## Sources
- (en) Cet article est partiellement ou en totalité issu de l’article de Wikipédia en anglais intitulé « Battle of Tassafaronga » (voir la liste des auteurs).